# Colmado Maneu
Colmado Maneu és una botiga del carrer del Sindicat, número 70, de Palma, Mallorca. El 1962 era el cafè restaurant Can Maganet, que el 1990 es reconverteix en una botiga de queviures de productes locals: farines, llegums, vins, embotits i altres productes típics de Mallorca. La venda és al detall i a l'engròs.
Francisco Juan i Eulàlia Blanch, de Porreres, pares de les propietàries actuals, les germanes Margarita i Francisca, hi començaren a fer feina l'any 1962. Assumiren la gestió del Cafè restaurant Can Maganet i el 1977, al menjador del restaurant, obriren el Colmado Maneu. La mare elaborava l'entrepà conegut com es porrerenc, que era un llonguet a la planxa amb cuixot dolç i un poc de trempó per damunt.
L'edifici té elements d'interès com el portal amb una finestra exterior que fa cantonada amb el carrer de Maneu. A l'interior, hi podem trobar una vitrina farcida d'embotits i sacs plens de llegums devora de prestatgeries plenes de productes illencs. El local manté l'estructura gairebé des de fa 60 anys.
És un establiment de referència a Palma i una mostra del comerç tradicional de Mallorca. El 24 de juliol de 2024 (resolució núm. 7460, Ajuntament de Palma) el manté com a Comerç Emblemàtic (categoria 1B) en l'aprovació del Catàleg d'establiments emblemàtics de 2024, en què va ser inscrit l’any 2018